# Сеньская семинария
Сеньская семинария (хорв. Senjsko sjemenište) — бывшее учебное заведение в хорватском городе Сень, существовавшее в период с 1804 по 1940 год и занимавшееся богословным образованием и подготовкой будущих священнослужителей католической церкви.

## История
На протяжении всего XVIII века в хорватской епархии Сени остро стоял вопрос об отсутствии на территории епархии собственной семинарии, в связи с чем местные епископы были вынуждены справляться с нехваткой священнослужителей путём отправки студентов на обучение за границу. Инициатором создания семинарии в Сени выступил занявший в 1789 году место сеньского епископа, священник Иван Крститель Йежич, которому 23 ноября 1804 года удалось добиться от властей открытия в городе собственной семинарии. Новая семинария была открыта в здании бывшего монастыря, построенного членами ордена францисканцев в 1272 году. В состав учебного заведения помимо самой семинарии входило также философско-богословское училище, благодаря чему Сеньская семинария на момент своего создания получила статус единственного высшего учебного заведения в Западной Хорватии.
Первый преподавательский состав состоял из пяти профессоров: Винко Парца, Грга Панчича, Франьо Ливака, Франьо Вринянина и Николы Мрзляка, отобранных для семинарии лично Иваном Йежичем. Однако, наполеоновский маршал Огюст Мармон, представлявший военную администрацию Иллирийских провинций, в которые входил город Сень, ввёл запрет на пребывание в преподавательском составе семинарии лиц, не имевших сана в Сеньской епархии. Вследствие этого Иван Йежич на правах епископа пожаловал всем пяти профессорам различные должности в структуре своей епархии, что позволило им продолжить подготовку первых выпускников семинарии.
За 136 лет существования Сеньской семинарии из её стен вышло множество выдающихся деятелей хорватской истории, среди которых помимо религиозных деятелей также были учёные, политики, педагоги и деятели искусства.